# THE IDOLM@STER Dearly Stars
《THE IDOLM@STER Dearly Stars》(아이돌마스터 디어리 스타즈)는 반다이 남코 게임스가 2009년 9월 17일에 발매한 닌텐도 DS용 어드벤쳐 게임 (공칭 <톱 아이돌 어드벤쳐>). 캐치 카피는 "빛나는 무대 (스테이지) 에 나도 서고 싶다!" "반드시 될 수 있다! 톱 아이돌 어드벤처". 공식의 약칭은 <아이마스 DS>.

## 개요
2009년 5월 28일에 게임 잡지 <패미통>의 특보로 발표되어 다음 29일에 개최된 이벤트 <THE IDOLM@STER 4th ANNIVERSARY PARTY SPECIAL DREAM TOUR'S!! IN TOKYO>에서, <PROJECT IM@S 2ndVision>의 첫 번째로서 개발중인 것이 발표되었다.
이 작품은 새로운 예능 사무소 876 프로덕션이 무대이다. 그에 따라 주인공 아이돌도 완전히 새로운 캐릭터로 변경되었다. 처음으로 주인공 캐릭터에 남성이 등장하는 것도 지금까지와 다르다. 기존 시리즈와는 달리, 프로듀서의 시점이 아니고, 주인공인 3명의 아이돌의 시점에서 이야기가 전개한다. 765 프로덕션의 아이돌도 구체적인 랭크는 밝혀지지 않지만, 이미 인기 아이돌로서의 지위를 확립해 있다는 설정으로 등장한다. 본작의 스토리에서는 <SP>에서의 961 프로 관련의 설정은 존재하지 않고, 가나하 히비키·시조 타카네도 완전히 765 프로 소속 아이돌로서 등장한다. 한편, Xbox 360판으로부터 이어지는 것으로 보이는 묘사가 있다. 작중에서는 이시카와 사장·리츠코·미키의 대사에 그를 엿볼 수 있다. 또, <[[전격<마)왕]]>2009년 8월호의 하세가와 아키코 인터뷰에도 같은 발언이 있다. 타카기 쥰이치로, 오토나시 코토리 등의 765 프로 사원은 이름을 포함해 일절 등장하지 않는다.
이 작품의 오리지널 캐릭터의 디자인은 타미야 키요타카가 담당했다.
속편 등의 발표는 없지만 공식 애프터 스토리가 만화 기획의 단행본 3권 한정판에 부속된 드라마 CD로 그려져 있다. 또, 본작과는 세계관이 다르지만, 텔레비전 애니메이션 <THE IDOLM@STER> 제10화에 876 프로의 3명이 본작과 같은 <후배>적 입장에서 게스트 출연해, 엔딩 테마를 함께 노래했다. 그 후도 대사는 없지만 제18화, 최종화의 ED로 모습을 보였다.

### 판촉
본 작품은 기존 시리즈에서는 없었던 판촉 활동을 몇 가지 하고 있다. 소녀 만화 잡지 <나카요시>나 아동을 위한 잡지 <텔레비전 매거진>으로 소개 기사가 짜여진 것 외, 반다이 남코 게임스 스스로도 <Side-BN>으로 <여자 아이에게도 추천하는 주목 게임>으로서 본작을 푸시했다. 매장 판촉물이나 텔레비전 CM도 종래 시리즈와 다른 라이트 전용이며, 텔레비전 CM은 시리즈 첫 골든 타임대의 전국 방영이 되었다. 이러한 점도 신규 유저를 고려한 것이라는 견해가 존재한다.
한편으로 이 <DS>는 CERO 등급을 'B (12세 이상 대상)'로 한 <SP>보다 높은 'C (15세 이상 대상)'이며, 여아 유저에게도 광고용 프로모션과 등급에 차이가 있다. 실제의 게임 내용도 '플레이 아이돌에 따라 여아 전용이나 고연령 전용이 혼재한다'등의 평이 존재하는 일로부터, 이들의 판촉과 등급의 차이는 기존의 사용자와 신규 사용자 양쪽 모두 배려했기 때문은 아닌지 지적된다. 무엇보다 CERO 등급은 'Z (18세 이상만 대상)' 이외에는, 전연령이 하는 데의 법적 규제는 존재하지 않기 때문에, 이것을 여아 유저가 플레이 하는 것의 법적 문제는 없다.
게재잡지는 앞에서 본 패미통, 나카요시, 텔레비전 매거진 외에도, 원래 아이마스를 밀어주는 전격계 게임 잡지도 발표로부터 대대적 특집을 짜는 등 지속적으로 대우하고 있다. 또 닌텐도 하드 전문지인 <닌텐도 드림>도 좌우 양면의 기사 뿐만이 아니라, 같은 잡지의 반다이 남코 게임스의 팬 페이지로 <아이마스를 모르는 닌텐도 유저용>이라는 취급으로 아케이드판으로부터 <SP>까지의 시리즈를 모두 소개. 발매월의 호에는 타나카 분케이 (분케이 P)의 발매 기념 코멘트도 게재하고 있다.
또 본작의 타이틀 <Dearly Stars>나 관련 CD <DREAM SYMPHONY>의 약칭이 모두 <DS>인 것, 악곡 <"HELLO!!">의 가사에 <Touch>등의 표현이 있는 것, 등장 아이돌의 이미지 컬러 (스플래시 레드, 이노센트 블루, 노이에 그린) 가 2009년 3월 20일 발매의 닌텐도 DSi <봄의 신색 (핑크, 메탈릭 블루, 라임 그린)>과 비슷한 색인 것에서, 지금까지 없던 닌텐도 DS라는 <대응 플랫폼>을 강하게 미는 아이마스를 어필했다. 신규, 특히 여자 아이 유저도 대상의 신작, 한편 <ProjectIM@S 2ndVision>의 첫 번째로서 종래의 765 프로 아이돌 시리즈와 다른 자리 매김으로서의 판촉 전개를 하고 있다.

### 닌텐도 DSi 대응 소프트
본작은 닌텐도 DSi (및 닌텐도 DSi LL, 닌텐도 3DS, 닌텐도 3DS LL)의 대응 소프트이다. 설명서에도 기재가 있지만, 본작의 상품 제품번호도 종래의 DS소프트의 'NTR-P~'가 아니고, 'TWL-P-VIMJ'이다. 닌텐도 DSi (DSi LL, 3DS, 3DS LL에서도 가능) 로 본 작품을 플레이 하면 이용할 수 있는 기능은 다음과 같다.
- 모바일 사이트나 잡지 등의 QR 코드를 DSi 카메라 (및 3DS카메라) 로 읽어내는 것으로, 통상의 플레이에서는 입수하기 어려운 의상이나 악세사리, 및 T셔츠의 디자인 데이터를 입수할 수 있다.
- 타작품과 같이, 닌텐도 와이파이 커넥션 접속 시에 상급자 설정 (WPA)으로 접속할 수 있다.
- 지역 코드가 설정되어 있어 일본내 사양 전용 이외의 닌텐도 DSi (및 닌텐도 DSi LL, 닌텐도 3DS, 닌텐도 3DS LL) 에서는 기동할 수 없다.

또한 닌텐도 DSi는 종래의 닌텐도 DS보다 성능면이 향상하고 있지만, 본작에서는 그래픽 등이 향상하는 효과는 없다.

### 그 외
본작은 거치형 및 휴대용 게임기로 발매된 시리즈에서 유일하게, 다운로드 컨텐츠를 실시하지 않았다.
의상, 액세서리 등의 아이템은 모두 게임내에 수록되어 스토리 모드를 진행시키거나 닌텐도 DSi 및 닌텐도 DSi LL의 DSi 카메라 (닌텐도 3DS일 경우에는, 3DS카메라) 로 QR코드를 읽어내서, 컴플리트가 가능하다.